# 북서 게르만어
북서 게르만어(Northwest Germanic)는 게르만어 역사 언어학자들 사이의 현재 합의를 대표하는 게르만어의 제안된 집단이다.

## 같이 보기
- 서게르만어군
- 엘베 게르만어
- 북해 게르만어
- 베저-라인 게르만어
- 덴마크어
- 스웨덴어
- 노르웨이어